# Diemientiejewo (obwód smoleński)
Diemientiejewo (ros. Дементеево) – wieś (ros. деревня, trb. dieriewnia) w zachodniej Rosji, w osiedlu wiejskim Pieriewołoczskoje rejonu rudniańskiego w obwodzie smoleńskim.

## Geografia
Miejscowość położona jest nad Rutawieczem, 11,5 km od granicy z Białorusią, przy drodze regionalnej 66N-1620 (Życzicy / 66K-28 – Timoszenki – Kartaszewiczi / 66K-30), 2,5 km od drogi regionalnej 66K-30 (Diemidow – Ponizowje – Zaozierje), 4 km od drogi regionalnej 66K-28 (Diemidow – Rudnia), 10,5 km od centrum administracyjnego osiedla wiejskiego (Pieriewołoczje), 17 km od centrum administracyjnego rejonu (Rudnia), 63,5 km od Smoleńska.
W granicach miejscowości znajduje się ulica Bieriozowaja (12 posesji).

## Demografia
W 2010 r. miejscowość zamieszkiwało 27 osób.